# 心理科学協会
心理科学協会（Psychonomic Society）は、北アメリカにおける科学的な心理学分野の学会である。認知心理学(記憶・思考・言語などについて実験的な研究手法で研究する心理学の分野)を専門とする中堅以上の研究者が中心で、現在の会員数は約2500人程度。心理学および関連領域で博士号(Ph.D)を取得後2年以上の研究実績を持ち、学位論文以外に公刊された論文が4編以上あることが入会の条件とされ、会員による推薦が必要とされる。定期大会は毎年北アメリカの都市で11月に開催される。
創立は1959年。会の名称になっている"psychonomics"は学問名で、ギリシャ語で心を意味する"psyche"と法則を意味する"nomos"から作られた。psychoが付く他の学問名にpsychology(心理学)、nomicsが付く学問名にeconomics(経済学)がある。"psychonomics"の日本語での定訳はなく、「基礎心理学」と訳されることもある。日本基礎心理学会はその英訳名をJapanese Psychonomic Societyとしている。

## 機関誌リスト
- Learning & Behavior (旧 Animal Learning & Behavior)
- Behavior Research Methods, Instruments, & Computers
- Cognitive, Affective, & Behavioral Neuroscience
- Memory & Cognition
- Perception * Psychophysics
- Psychonomic Bulletin & Review